# LOCKSS
LOCKSS（ロックス）は（Lots of Copies Keep Stuff Safe の略）、スタンフォード大学の後援のもとつくられた、デジタル保存を目的とするPeer to Peer (P2P) 型ネットワークの仕組み。ウェブ上で公開された資料を図書館が収集・保存し、それらに対するアクセス機会を利用者へ提供できるように、オープンソースのシステムが開発された。
このシステムは、従来の図書館と紙媒体の出版物との関係を再現しようとするものである。もともとは学術雑誌向けに設計された仕組みだが、諸大学の学位論文や政府文書など、これまでも他のさまざまな資料向けに利用されてきた。たとえば米国の大学を中心としたデジタル保存ネットワーク MetaArchiveでは、電子学位論文、新聞、写真、視聴覚コレクションなどを含む資料を保存するためにLOCKSSの技術が利用されている。
類似のプロジェクトとして CLOCKSS (Controlled LOCKSS) がある。これは米国における「免税非営利の501(c) 団体で、図書館および出版社で構成された理事会により運営がなされている」。CLOCKSSはLOCKSSの技術で運用されている。

## 問題
従来、学術雑誌の各巻号は学術図書館が個別に、あるいは共同で保管し、ある出版社が廃業したり、あるタイトルの購読が中止されたりしたとしても、図書館利用者はそれらの学術雑誌を利用し続けることができた。デジタルの時代になると、図書館ではインターネット上でのみ利用可能なデジタル形式の学術雑誌を購読することが主流になった。それにより利便性は向上したが、このようなデジタル購読モデルでは、図書館が学術雑誌のコピーデータを保持することができない。仮に出版社が公表を停止したり、図書館が購読を中止したり、出版社のウェブサイトがシステムダウンしたりなどすると、料金を支払ったコンテンツが利用できなくなってしまう。

## 手法
LOCKSSシステムにより、図書館は出版社からの許諾をえたうえで、購読している資料およびオープンアクセス資料（クリエイティブコモンズライセンスのもとで公表されている場合が多い）のコピーデータを収集・保存し、利用者へ提供することが可能になる。各図書館のシステムでは、出版社が適切な許可を与えていることを確認可能な専用のウェブクローラーを用いてコピーデータを収集する。このシステムは、ファイルフォーマットに依存せず、出版社がHTTPを介して配信するものであればどのようなフォーマットのものでも収集する。同じ資料を収集した図書館は、P2Pネットワークで連携しあい、その保存を保証する。ネットワーク内のピア（対等に通信を行う複数コンピュータ）は、保存されたコンテンツの暗号学的ハッシュ関数とノンス（使い捨ての乱数値）に対して投票を行う。投票で負けたピアは、自分のコピーデータが破損しているとみなして、出版社ないし他のピアからデータの修復を行う。
ほとんどの出版社で採用されているLOCKSSライセンスでは、ある図書館の利用者がその図書館が保有するコピーデータにアクセスすることは許可しているが、他の図書館のコピーデータに同様な形でアクセスすることまでは許可しておらず、あるいは、図書館と関係がない利用者は対象外である。要するに、このシステムはファイル共有に対応していない。要求があれば、図書館は修復のために他の図書館にコンテンツを提供することができるが、それは要求した図書館が、投票により適切なコピーデータを確かに以前保有していたことを証明した場合に限られる。収集済みコピーデータのフォーマットに利用者側のブラウザが対応しなくなった場合は、フォーマットのマイグレーションにより、最新のフォーマットへ変換することが可能である。著作権で保護された資料の保存用コピーについてはこのような制限が課せられている。こうした措置は、著作権利者側の理解をえるうえでは有効に働いたといえる。
LOCKSSのアプローチは、出版社から許諾をえたうえで選択的に収集し、分散保管し、提供に制限をかけるというものだが、これはたとえばインターネットアーカイブのような、出版社から許諾をえないまま手当たり次第に収集し、集中的に保管し、制限なく提供するというアプローチと対照的である。比べるとLOCKSSシステムははるかに小規模なものではあるが、インターネットアーカイブがアクセスできないような購読資料を保存することができる。
各図書館はLOCKSSのピア機能を管理し、かつ保存対象資料のコピーを自機関で維持管理する。世界中にそのような図書館があることから、このシステムでは、フォールトトレラントシステムで通常なされているものよりもはるかに高度なレプリケーション機能を実現している。投票プロセスではこのような高度なレプリケーション機能を活用することで、オフライン媒体へバックアップする必要性をなくすとともに、保存対象コンテンツを破壊する攻撃に対して強い仕組みを実現している。

## 重要性
図書館は従来、アクセス可能な環境を維持することに加えて、印刷資料を書き換えたり、秘匿したりすることを困難にする役割を果たしてきた。多数の独立した管理者のもとで、（どれくらいあるかどうかは不定だが）多数の同一コピーが改ざんされにくい何らかの媒体上に存在していれば、公表された作品のコピーすべてに変更を加えたり、それらを消し去ったりしようとしたところで、その試みは失敗するだけでなく、ばれてしまうのが落ちだろう。単一の管理者が単一のコピーをウェブ上で公表しているだけでは、こうした改ざん予防はうまく機能しない。つまり、ウェブ上での公表行為が歴史を安易に書き換える手段になりかねない。LOCKSSシステムは、多様な管理下で多数のコピーを保存することにより、一定の間隔でそれらコピーの自動監査を相互に行うことにより、そして変更が検出されたら図書館へ報告することにより、デジタル世界の公表活動における保護機能を復活させようとするものである。

## 実装
LOCKSSシステムを導入する前に、対象となるコンテンツが検証・評価・監査可能かどうかを確認しておく必要がある。作業手順、採用手法、システムの評価法、災害復旧計画などについて事前に検討しておかなければならない。
LOCKSSシステム全体のソースコードは、BSDライセンスが適用されており、GitHubから入手可能である。なお、LOCKSSはスタンフォード大学の商標である。